# Kanton Latronquière
Kanton Latronquière (francouzsky Canton de Latronquière) je francouzský kanton v departementu Lot v regionu Midi-Pyrénées. Tvoří ho 13 obcí.

## Obce kantonu
- Gorses
- Labastide-du-Haut-Mont
- Ladirat
- Latronquière
- Lauresses
- Montet-et-Bouxal
- Sabadel-Latronquière
- Saint-Cirgues
- Saint-Hilaire
- Saint-Médard-Nicourby
- Sénaillac-Latronquière
- Terrou
- Bessonies